# 阴道闭合术
阴道闭合术（Colpocleisis）是使阴道閉合的外科手術。阴道闭合术可用來治療盆腔器官脫垂。
針對年齡較長，長期沒有性行為的女性，治療盆腔器官脫垂的一個方式是進行局部的阴道闭合术。此手術會移除前陰道壁和後陰道壁的strip，使前陰道壁和後陰道壁的邊緣閉合。不論有沒有子宫或子宮頸，都可以進行這個手術。手術完成時，在隔膜的兩側都會有較小的陰道腔。